# 국방군최고사령부
국방군최고사령부(독일어: Oberkommando der Wehrmacht; OKW 오베르코만도 데어 베어마흐트[*])는 독일의 국방군 최고 지휘관인 대통령이 직접 지휘하기 위한 사령부이다. 1922년 기능을 정지했으나, 나치 독일의 총통 히틀러가 스스로 국방군을 직접 지휘하기 위해 1938년 다시 창설되었다.

## 창설과 역할
바이마르 공화국에서 국방군의 최고 지휘권은 헌법에 따라 대통령이 가지고 있었다. 대통령의 위임을 받아 실질적으로 지휘하는 사람은 국가전쟁장관(Reichswehrminister)이었다. 1934년 파울 폰 힌덴부르크 대통령이 사망한 후 히틀러는 수상과 대통령직을 겸무해서 국방국 최고 지휘권을 손에 넣게 되었다. 그러나, 히틀러는 국방부 상층부를 꺼림직하게 생각해 1938년 2월에 스캔들(블롬베르크-프리치 위기)을 이유로 국가전쟁장관 베르너 폰 블롬베르크와 육군최고지휘관 베르너 폰 프리치를 실각시켰다.
1938년 2월 4일, 히틀러는 자신이 직접 국방군(육군, 해군, 공군)을 지휘하겠다고 선언했다. 그래서 후임 전쟁장관을 임명하지 않고, 국가전쟁성 산하의 국방군청(Wehrmachtamt) 청장이던 빌헬름 카이텔 대장을 장관과 동일한 위치를 가지지만 장관은 아닌 "국방군최고사령부총장(chef)"으로 임명했다.
지휘의 최종적인 결재는 최고통수권자 히틀러, 국방군최고사령부총장 카이텔, 육군최고지휘관, 해군최고지휘관, 공군최고지휘관, SS국가지도자, 외교장관 등이 출석하는 총통부에서 행해졌다.
빌헬름 카이텔은 이 회의에서 국방군 최고 지휘권자인 히틀러의 작전명령에 반대를 표명하는 참모 장교나 야전 군사령관을 눌렀다. 그래서인지 카이텔은 종전까지 국방군최고사령부총장의 지위에 계속 머무를수 있었다.
국방군최고사령부 본부는 1939년 제2차 세계 대전 직전에 베를린 남쪽 24km 위치인 뷘스도르프(Wnsdorf)에 완성한 거대한 지하시설로 옮겨졌다(암호명으로 'May Bach II'라고 불렸다.). 제2차 세계 대전 개전 후에는 히틀러는 최전선 근처의 지휘 사령부에 머물렀으로, 실질적으로는 히틀러가 위치하는 곳이 최고사령부가 되었다. 베를린의 총통 관저, 베르히테스 가덴의 산장 등 여러 곳에 옮겨갔다.

## 조직
1938년 6월 기준 OKW 직제는 다음과 같다.
- 국방군지도청(Wehrmacht-Führungsamt; WFA): 작전지휘. 청장 상급대장 알프레트 요들(1939년 9월 1일-1945년 5월 8일). 1940년 8월 국방군지도참모부(Wehrmachtführungsstab; Wfst)로 개칭
  - 영토방어지도분견청(Abteilung Landesverteidigungsführungsamt; WFA/L): 모든 작전 세부사항이 결정되었으며, 또한 OKW의 모든 작전명령이 이곳을 거쳐 통신되던 부서. 분견청장 소장 발터 발리몬트(1939년 9월 1일-1944년 9월 6일); 소장 호르스트 트로이슈 폰 부틀라어브란델펠스 남작(1944년 9월 6일-1944년 11월 30일); 대장 아우구스트 빈터(1944년 12월 1일-1945년 4월 23일)
  - 국방군선전분견국(Abteilung Wehrmachtpropaganda): 정훈. 국장 소장 하소 폰 베델 (1939년 9월 1일-1945년 5월 8일)
  - 육군참모부(Heeresstab): 육군 담당. OKH 장군참모부와 별개. 육군참모장 대장 발터 불레(1942년 2월 15일-1945년 5월 8일).
  - 국방군통신부대감(Inspekteur der Wehrmachtnachrichtenverbände): 통신병 총책임자.
- 해외방첩청(Amt Ausland/Abwehr): 해외정보. 해외정보방첩청집단(Amtsgruppe Auslandsnachrichten und Abwehr)이라고도 했다. 청장 제독 빌헬름 카나리스(1939년 9월 1일-1944년 2월 12일); 대령 게오르크 한젠(1944년 2월 13일-1944년 6월 1일); SS여단지도자 발터 셸렌베르크(1944년 6월 1일-1945년 5월 4일); SS상급돌격대지도자 오토 스코르체니(1945년 5월 5일-5월 8일)
  - 청장 보좌참모진
  - 중앙국(Zentralabteilung): 국장 소장 한스 오스터(1939년 9월 1일-1944년 1월)
  - 해외국(Abteilung Ausland): 국장 제독 레오폴트 뷔르크너(1939년 6월 15일-)
    - 제1단: 해외 및 방첩정책(Gruppe I: Außen-und Wehrpolitik)
    - 제2단: 외국 국방군과의 공조(Gruppe II: Beziehung zu fremden Wehrmächten)
    - 제3단: 외국 국방군 OKW 보고집결지(Gruppe III: Fremde Wehrmachten, Meldesammelstelle des OKW)
    - 제4단: 전쟁해군 병참조직(Gruppe IV: Etappenorganisation der Kriegsmarine)
    - 제5단: 해외언론(Gruppe V: Auslandspresse)
    - 제6단: 전시국제법 군사연구(Gruppe VI: Militärische Untersuchungsstelle für Kriegsvölkerrecht)
    - 제7단: 식민지 문제(Gruppe VII: Kolonialfragen)
    - 제8단: 방첩 평가(Gruppe VIII: Wehrauswertung)

  - 제1국: 정보수집(Abteilung I, Nachrichtenbeschaffung): 국장 대령 한스 피펜브로크(1939년 9월 1일-1943년 3월); 대령 게오르크 한젠(1943년 3월-1944년 2월)
    - H단: 육군 동향 감시(Gruppe H: Geheimer Meldedienst Heer)
    - M단: 해군 동향 감시(Gruppe M: Geheimer Meldedienst Marine)
    - L단: 공군 동향 감시(Gruppe L: Geheimer Meldedienst Luftwaffe)
    - G단: 기술 관련 문제(Gruppe G: Technische Arbeitsmittel)
    - w단: 경제 동향 감시(Gruppe wi: Geheimer Meldedienst Wirtschaft)
    - P단: 언론 평가(Gruppe P: Presseauswertung)
    - I단: 무선전신방첩(Gruppe i: Funknetz Abwehr Funkstelle)

  - 제2국: 특별사무(Abteilung II, Sonderdienst): 국장 대령 에르빈 폰 라호우젠(1939년 9월 1일-1943년 7월); 대령 베셀 프라이타크 폰 로링호펜(1943년 7월-1944년 6월)
    - 제1단: 소수민족(Gruppe I: Minderheiten)
    - 제2단: 특별조치(Gruppe II: Sondermaßnahmen)

  - 제3국: 방첩(Abteilung III, Abwehr): 국장 대령 프란츠 에카르트 폰 베티페그니(1941년 3월 1일-)
    - W지도단: 국방군 방첩(Führungsgruppe W: Abwehr in der Wehrmacht)
    - W단: 경제방첩(Gruppe Wi: Abwehr Wirtschaft)
    - C단: 내륙방첩(Gruppe C: Abwehr Inland)
    - F단: 해외방첩(Gruppe F: Abwehr Ausland)
    - D단: 특별사무(Gruppe D: Sonderdienst)
    - S단: 대파괴공작(Gruppe S: Sabotageabwehr)
    - G단: 감사(Gruppe G: Gutachten)
    - Z단: 중앙문서실(Gruppe Z: Zentralarchiv)

  - 해외(전보)검사소(Auslands(telegramm)prüfstelle)
    - 제1단: 분류(Gruppe I: Sortierung)
    - 제2단: 화학검사(Gruppe II: Chemische Untersuchung)
    - 제3단: 개인우편(Gruppe III: Privatbriefe)
    - 제4단: 상업우편(Gruppe IV: Handelsbriefe)
    - 제5단: 야전우편(Gruppe V: Feldpostbriefe)
    - 제6단: 전쟁포로우편(Gruppe VI: Kriegsgefangenenbriefe)
    - 제7단: 중앙색인(Gruppe VII: Zentralkartei)
    - 제8단: 평가(Gruppe VIII: Auswertung)
    - 제9단: 전쟁포로우편 평가(Gruppe IX: Kriegsgefangenen-Brief-Auswertung)
- 경제군비청(Wirtschafts und Rüstungsamt): 보급. 국방경제참모부(Wehrwirtschaftsstab)라고도 했음.
- 일반국방군업무청집단(Amtsgruppe Allgemeine Wehrmachtsangelegenheiten): 잡무.
  - 내륙국(Abteilung Inland)
  - 일반국(Allgemeine Abteilung)
  - 국방군후생보급국(Wehrmachtsfürsorge- und versorgungsabteilung)
  - 국방군전문학교(Wehrmachtsfachschulunterricht): 교육
  - 학술국(Wissenschaft): 과학
  - 국방군행정국(Wehrmachtsverwaltungsabteilung): 행정
  - 전쟁포로특별처리총국(General zu besonderen Verfügung für Kriegsgefangenenwesen)
  - 국방군손실국(Abteilung Wehrmachtverlustwesen; WVW)
    - 전사자 및 전쟁포로에 관한 국방군안내소(Wehrmachtauskunftstelle für Kriegerverluste und Kriegsgefangene; WaSt)

WFA는 1935년-1938년 국가전쟁성 산하에 있었던 국방군청(Wehrmachtsamt)의 후신이다. 국방군청장은 빌헬름 카이텔이었다. 히틀러는 카이텔을 최고사령부 총장으로 영전시켰고, 카이텔은 WFA 청장에 막스 폰 피바흔을 임명했으나 2달 뒤 해임되었다. 이후 알프레트 요들이 WFA 청장으로 임명되었고, 요들의 원 보직인 WFA/L에는 발터 바를리몬트가 임명되었다. 바를리몬트는 1944년 9월 신병으로 인해 아우구스트 빈터로 교체된다. 1941년 12월에는 WFA/L과 WFA에 흡수되었다. 그러나 이런 직제 변화는 허울뿐인 것이고, 보직 담당자들은 거의 변함없이 같은 일을 계속했다.
OKW는 2차대전 동안 독일 국방군 전군을 지휘했다. OKW는 거의 매일 요들, 카이텔을 비롯한 히틀러 직속 장교들이 참여하는 상황보고회의(Lagevorträge)를 가졌다. 이 회의에서 WFA/L 청장이 히틀러에게 올릴 보고를 준비하고 이후 논의가 이루어졌다. 논의가 끝나면 히틀러가 향후의 작전 명령을 하달했다. 그러면 히틀러의 명령들은 다시 요들에 의해 WFA/L로 내려갔고, 몇 분 간의 회의를 거쳐 명령을 받을 사령관들에게 보낼 명령서를 작성했다.

## 항복 후
나치 독일 시대의 참모본부와 국방군최고사령부는 뉘른베르크 재판의 판결에 의해 범죄조직으로 판결되지 않았다. 국방군최고사령부에서 근무한 장교들은 대체로 동독 인민군과 서독 연방군으로 흡수되었다.